# Rhabdopholis albostriata
Rhabdopholis albostriata är en skalbaggsart som beskrevs av Hermann Burmeister 1855. Rhabdopholis albostriata ingår i släktet Rhabdopholis och familjen Melolonthidae. Inga underarter finns listade i Catalogue of Life.